# Ediacara Hills
Ediacara Hills är ett bergsområde i den norra delen av Flinders Ranges i södra Australien, ungefär 650 km norr om Adelaide. I området finns lämningar från den omfattande brytningen av koppar och silver i slutet av 1800-talet. 
Området är också rikt på fossil och har därigenom givit namn åt den geologiska tidsperioden Ediacara.
Namnet "Ediacara" [IPA: idi'akrə] har ett oklart ursprung, men stammar från aboriginerna. Det kommer antingen från Idiyakra ("där det finns vatten") eller så är det en feltolkning sv begreppet Yata Takarra ("hård/stenig mark")